# Chromis earina
Chromis earina es una especie de peces de la familia Pomacentridae en el orden de los Perciformes.

## Morfología
Los machos pueden llegar alcanzar los 6,6 cm de longitud total.

## Hábitat
Es un pez de mar.

## Distribución geográfica
Se encuentra desde Puluwat hasta República de Palau, Papúa Nueva Guinea, Vanuatu y Fiyi. También en Indonesia.